# نغم (قناة)
نغم، كانت قناة موسيقية ترفيهية لبنانية تابعة للمؤسسة اللبنانية للإرسال. كانت تبث الأغاني الأجنبية والعربية على مدار 24 ساعة، وفي مواسم معينة تغطي برامج خاصة مثل ستار أكاديمي وميشن فاشن (Mission Fashion).

## أهم برامجها
- نقل ستار أكاديمي
- نقل برنامج ملكة جمال لبنان
- نقل برنامج قسمة ونصيب لموسمين
- نقل أحداث جنازة مايكل جاكسون

## إغلاق
بعد انتهاء ستار أكاديمي 8 أغلقت القناة بسبب الخلافات بين الوليد بن طلال وبيار الضاهر.